# 中国广电

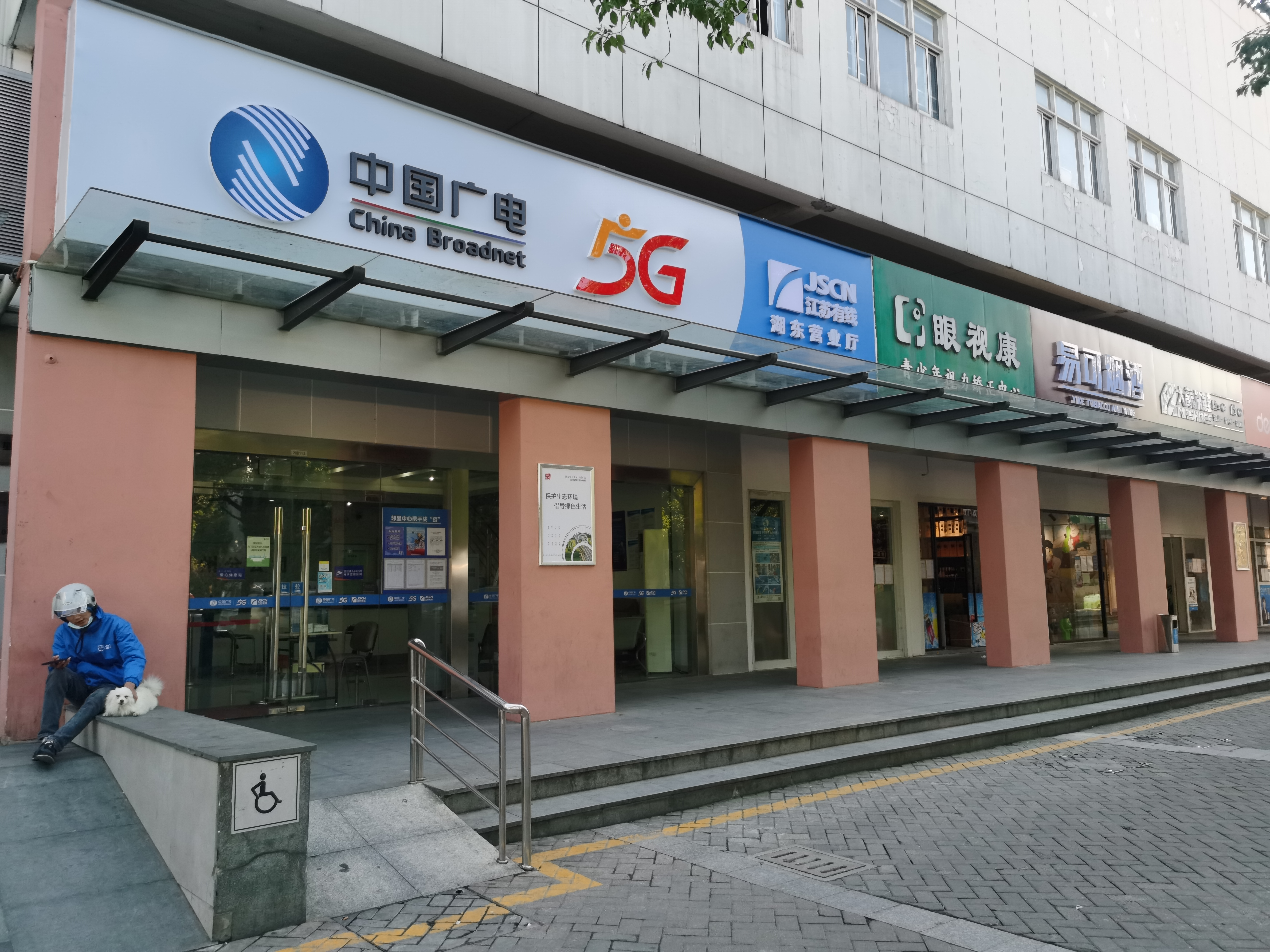
中国广电位于江苏省苏州市的一家营业厅，同时使用省网江苏有线的标志

- 關於该品牌的持有者中国广播电视网络集团有限公司，請見「中国广电集团」。
- 關於使用该品牌运营有线电视业务的中国广电网络股份有限公司，請見「中国广电股份」。
- 關於使用该品牌运营移动通信业务的中广电移动网络有限公司，請見「中广电移动」。

中国广电（英語：China Broadnet）是中国广电集团旗下的通讯服务品牌，于2022年6月推出使用。
中国广电的有线电视业务由中国广电网络股份有限公司以及全国各地广电网络公司运营，而移动通信业务则主要由中广电移动运营，中国广电营业厅门头使用“中国广电”、“5G”以及省网结合的标志。

## 发展历程
2014年4月17日，中国广播电视网络有限公司注册成立，当时简称「国网公司」，后改为「中国广电」。
2016年10月10日，中国广电获批“10099”客服号。
2020年10月12日，中国广电网络股份有限公司在北京正式成立，标志着中国有线电视网络整合和广电5G建设一体化发展迈出的重要一步，全国广电网络统一运营管理体系初具雏形。
2021年7月8日，中国广播电视网络有限公司完成工商变更，正式更名为「中国广播电视网络集团有限公司」，简称「中国广电集团」。
2022年3月3日，中国广电集团与中国广电股份出资200亿元设立中广电移动，后续将由中广电移动推出中国广电的5G网络服务以及向公众发行192号段的手机号码，标志中国广电正式成为中國第四大电信运营商。
2022年6月6日，中国广电推出三大品牌，即中国广电、广电5G和广电慧家三大品牌，及全新标语“致广大 极视听”。全国各地广电网络公司营业厅门头同步换标，使用“中国广电”及省网结合的标志。
2022年6月27日，中国广电正式推出5G网络服务，其192号段开始向公众放号。